# Guernsey Rangers FAC
Guernsey Rangers FAC este un club de fotbal din Guernsey.